# Robert Pleasant Trippe
Robert Pleasant Trippe (* 21. Dezember 1819 bei Monticello, Jasper County, Georgia; † 22. Juli 1900 in Atlanta, Georgia) war ein US-amerikanischer Politiker, der den Bundesstaat Georgia im US-Repräsentantenhaus und im Konföderiertenkongress vertrat.
Robert Trippe besuchte zunächst das Randolph-Macon College in Ashland (Virginia), ehe er 1839 am Franklin College der University of Georgia in Athens graduierte. Danach studierte er die Rechtswissenschaften, wurde 1840 in die Anwaltskammer aufgenommen und begann in Forsyth als Jurist zu praktizieren. 1849 wurde er ins Repräsentantenhaus von Georgia gewählt, dem er bis 1852 angehörte, als er sich erfolglos um die Wahl ins US-Repräsentantenhaus bemühte. 1854 kandidierte Trippe erneut für den Kongress und war diesmal als Kandidat der American Party erfolgreich. Er vertrat den dritten Wahldistrikt vom 4. März 1855 bis zum 3. März 1859 und bemühte sich danach nicht um die Wiederwahl.
Stattdessen zog Trippe nach seinem Ausscheiden aus dem Kongress in den Senat von Georgia ein, wo er bis 1861 verblieb, ehe er Abgeordneter des Repräsentantenhauses im ersten Konföderiertenkongress wurde. Überdies diente er während des Sezessionskrieges von 1862 bis 1865 in der Konföderiertenarmee. Nach dem Krieg wurde er wieder Jurist und fungierte ab 1873 als beigeordneter Richter am Supreme Court of Georgia. 1875 legte er dieses Amt nieder und arbeitete fortan wieder als Anwalt in Atlanta, wo er im Juli 1900 starb.